# 飯山市立秋津小学校
飯山市立秋津小学校（いいやましりつ あきつしょうがっこう）は、長野県飯山市にある公立小学校。

## 概要
校章
- 明治22年制定
- トンボに稲穂を配したデザインであり、稔り豊かな郷土を象徴している。「あきつ」および「あきつしま」は、日本の古来の古称であり、かつては奈良県の一地名を指したが、のちに大和国、さらには日本全体を指すようになった。また、「稲の良く実る土地」の意味も含まれている[1]。

校歌
- 明治38年11月18日、秋津尋常高等小学校の新築校舎落成の記念として、長野県立長野中学校飯山分校（現在の飯山高校）主事の足立鍬太郎先生より校歌を贈られた[2]。
- 作詞：足立鍬太郎（長野県立長野中学校飯山分校主事）
- 作曲：上田文三郎（同校教諭）
- 補曲：広瀬義栄

## 通学区域
- 大字蓮
- 大字静間（県町、南新町、新町、金山及び松倉を除く。）[3]

## 進学先の中学校
- 飯山市立城南中学校

## 沿革
- 1874年（明治7）1月 - 静間蓮小学校として創立[4]
- 1889年（明治22年） - 秋津尋常小学校に校名を改称。
- 1947年（昭和22年） - 秋津小学校に改称。
- 1988年（昭和63年） - 現在の校舎が竣工される。[5]。
- 2023年（令和5年） - 創立150周年を迎える。
- 2023年6月4日 - 運動会と合わせて創立記念イベントが開催された。